# Đoàn Thạch Biền
Đoàn Thạch Biền là một nhà văn, nhà báo Việt Nam.

## Tiểu sử
Tên thật là Phạm Đức Thịnh, sinh ngày 10 tháng 5 năm 1948 tại Nam Định. Học tiểu học ở Hội An, trung học ở Đà Nẵng, đại học ở Sài Gòn. Dạy học ở Bình Thuận, làm nông dân ở Bảo Lộc, làm công nhân ở Thành phố Hồ Chí Minh. Hiện đang sống tại 12 Cư xá Tự Do, phường 7, quận Tân Bình, Thành phố Hồ Chí Minh. Bút danh khác: Nguyễn Thanh Trịnh.
Sáng tác từ trước 1975. Hội viên Hội Nhà văn Việt Nam (2001). Hiện nay đang công tác tại báo Người Lao động. Chủ biên tập san Áo Trắng (Nhà xuất bản Trẻ).
Ngày 8 tháng 12 năm 2005 được bầu vào ban chấp hành chi hội Hội Nhà văn thành phố Hồ Chí Minh nhiệm kỳ 2005-2010.

## Tác phẩm

### Tập truyện
- Ví dụ ta yêu nhau - (Sài Gòn, 1974)
- Bất ngờ phía trái tim - (Nhà xuất bản Trẻ, 1987)
- Đừng đốt cháy bông hồng (Nhà xuất bản Văn Nghệ Thành phố Hồ Chí Minh, 1992)
- Phượng yêu (Nhà xuất bản Trẻ, 1993)
- Ví dụ ta yêu nhau (Nhà xuất bản Trẻ, 1995, tái bản)
- Tôi thương mà em đâu có hay (Nhà xuất bản Trẻ, 1998)
- Mây bay trong đầu (Nhà xuất bản Trẻ, 1998)
- Mùa hè khắc nghiệt (Nhà xuất bản Kim Đồng, 2002)

### Truyện vừa
- Tình nhỏ làm sao quên (Nhà xuất bản Trẻ, 1990)

### Truyện dài
- Những ngày tươi đẹp (Nhà xuất bản Trẻ, 1995)

### Kịch
- Đêm của cỏ Lưu trữ ngày 29 tháng 9 năm 2007 tại Wayback Machine (Nhà xuất bản Trẻ, 2004)